# Birchfield (Washington)
Birchfield az Amerikai Egyesült Államok északnyugati részén, Washington állam Yakima megyéjében elhelyezkedő önkormányzat nélküli település.
Birchfieldet 1910-ben alapította a North Yakima and Valley Railway Company. A település névadója W. A. Burchfield földtulajdonos; a Birchfield név egy félreolvasás eredménye.

## Fordítás
Ez a szócikk részben vagy egészben  a   Birchfield, Washington című angol Wikipédia-szócikk ezen változatának fordításán alapul.  Az eredeti cikk szerkesztőit annak laptörténete sorolja fel. Ez a jelzés csupán a megfogalmazás eredetét és a szerzői jogokat jelzi, nem szolgál a cikkben szereplő információk forrásmegjelöléseként.